# 小行星11530
小行星11530（11530 d'Indy）是一颗绕太阳运转的小行星，为主小行星带小行星。该小行星于1992年2月2日发现。

## 轨道参数
小行星11530的轨道半长轴为2.7864580 UA，离心率为0.014。